# 1903-as Tour de France
Az 1903-as Tour de France a francia kerékpárverseny első kiírása. 1903. július 1-jén kezdődött, Párizsból indult a mezőny, és július 19-én ért véget Párizsban.
1903-ban L'Auto című sportlapja népszerűsítésére Henri Desgrange találta ki, hogy 6 szakaszból álló kerékpárversenyt hirdet a hazafias hangzású "Le Tour de France" néven. A versenyen, amely július 1-től 19-ig tartott és összesen 2428 km hosszú volt. A győzelmet 25 km/h átlagsebességgel Maurice Garin szerezte meg. A győzelemért járó 3000 frankkal együtt az akkori időkben szép összegnek számító 6075 frankot keresett. A hatvan indulóból huszonegyen teljesítették a versenytávot. A 21. helyen utolsóként célba érkező Millocheau már több mint 64 órás hátrányt szedett össze. Garin mind a mai napig tart egy rekordot: ő nyerte a Tourt a valaha volt legnagyobb különbséggel, 2 óra 49 perccel a második helyezett előtt.

## Szabályok és útvonal
Az 1903-as Tour de France hat szakaszból állt. A kerékpárosok egyénileg versenyeztek, nem tömörültek csapatokba, habár az ismertebb, profi versenyzőknek voltak szponzoraik, elsősorban kerékpárgyártó cégek. Az összetett versenybe nevezőknek fejenként 10 frank nevezési díjat kellett befizetniük, illetve aki csak egy-egy szakaszon szállt versenybe, annak 5 frank volt a nevezési díja szakaszonként. Az első Tour de France útvonala jórészt sík terepen futott, leszámítva a Lyon és Marseille közötti második szakaszt, amely áthaladt az 1161 méter magas Col de la République (más néven Col du Grand Bois) hágón. Összehasonlítva a modern versenyekkel, az egyes szakaszok rendkívül hosszúak voltak. 1903-ban az átlagos szakasztáv meghaladta a 400 km-t, szemben például az átlag 171 km-es szakasztávval a 2004-es Tour de France. A kerékpárosok az egyes szakaszok között 1-3 pihenőnapot kaptak. A szakaszok hossza miatt minden versenynap, leszámítva az elsőt, napfelkelte előtt megkezdődött, a záró szakasz rajtja pedig előző este 21:00-kor volt.
1903-ban elfogadott volt, hogy a professzionális kerékpárosok irammenőket bérelnek fel, akik segítik őket a versenyeken. A versenyt szervező Desgrange azonban megtiltotta ezt a Tour-on. Eredetileg az utolsó, leghosszabb szakaszon engedélyezték volna az irammenők használatát, de az ötödik szakasz után ezt visszavonták. Hogy a versenyzők biztosan végigtekerjék a teljes útvonalat, számos ellenőrzőpontot állítottak fel a rendezők. A versenyen bármilyen típusú kerékpárral indulni lehetett, amit kizárólag izomerővel hajtottak. A kerékpárosokat se edzők, se kísérő járművek nem követhették az egyes szakaszokon, önerőből kellett megtenniük a teljes távot. Minden szakasz után összesítették az időeredményeket. Az összetettben élen álló versenyzőt egy zöld karszalaggal különböztették meg, a sárga trikót ekkor még nem vezették be. Végül az a kerékpáros nyerte meg a Tour de France-t, aki a legkevesebb idő alatt teljesítette a teljes versenytávot. A mai modern versenyekkel ellentétben 1903-ban, ha egy kerékpáros feladta a versenyt valamelyik szakaszon, akkor is rajthoz állhatott a következő szakaszon, csak az összetettben nem számított tovább az időeredménye, nem nyerhette meg a versenyt.
A nyolc leggyorsabb kerékpáros minden szakaszon pénzdíjat kapott, 50 és 1500 frank között, szakasztól függően. Az összetett legjobb tizennégy versenyzőjét, akik mind a hat szakaszt teljesítették, szintén díjazták. A győztes 3000 frankot, míg a tizennegyedik helyezett 25 frankot kapott. Ezen felül az első ötven célba érkezőnek utazási és költségtérítés címén versenynaponként 5 frankot, összesen 95 frankot fizettek ki, feltéve hogy az egyéb pénzdíjakból kevesebb mint 200 frankot szereztek, és legalább 20 km/h átlagsebességgel teljesítették az összes szakaszt.

## Szakaszok

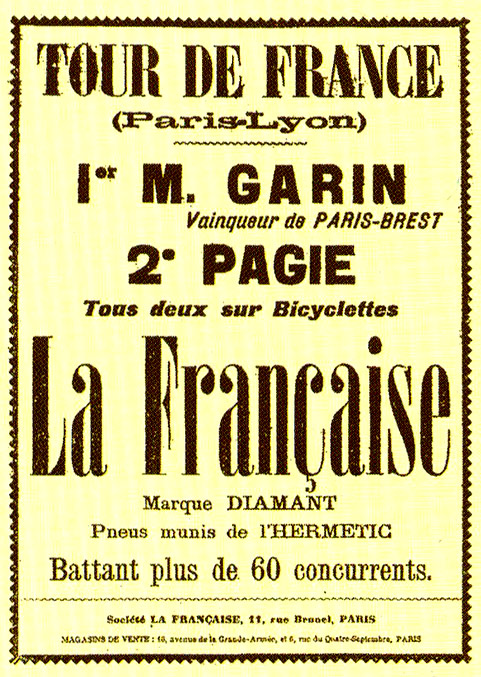
Tour de France 1903.
A La Française kerékpárgyártó reklámplakátja az első szakasz után. Az 1. helyezett Garin és a 2. Pagie is La Française Diamant márkájú kerékpárral versenyzett.

| Szakasz | Végpontok        | Végpontok | Hossz  |               | Jelleg        | Időpont     | Szakaszgyőztes      |
| Szakasz | Rajt             | Cél       | Hossz  |               | Jelleg        | Időpont     | Szakaszgyőztes      |
| ------- | ---------------- | --------- | ------ | ------------- | ------------- | ----------- | ------------------- |
| 1.      | Párizs-Montgeron | Lyon      | 467 km | sík szakasz   | sík szakasz   | július 1.,  | Maurice Garin       |
| 2.      | Lyon             | Marseille | 374 km | hegyi szakasz | hegyi szakasz | július 5.,  | Hippolyte Aucoutier |
| 3.      | Marseille        | Toulouse  | 423 km | sík szakasz   | sík szakasz   | július 8.,  | Hippolyte Aucoutier |
| 4.      | Toulouse         | Bordeaux  | 268 km | sík szakasz   | sík szakasz   | július 12., | Charles Laeser      |
| 5.      | Bordeaux         | Nantes    | 425 km | sík szakasz   | sík szakasz   | július 13., | Maurice Garin       |
| 6.      | Nantes           | Párizs    | 471 km | sík szakasz   | sík szakasz   | július 18., | Maurice Garin       |

| 1. Párizs-Lyon 467 km | 1. Párizs-Lyon 467 km | 1. Párizs-Lyon 467 km | 1. Párizs-Lyon 467 km |
| helyezés              | versenyző             | idő                   | km/h                  |
| --------------------- | --------------------- | --------------------- | --------------------- |
| 1.                    | Maurice Garin         | 17h 45' 13"           | 26,304                |
| 2.                    | Emile Pagie           | + 00:00:55            |                       |
| 3.                    | Léon Georget          | + 00:34:59            |                       |

| 2. Lyon-Marseille 374 km | 2. Lyon-Marseille 374 km | 2. Lyon-Marseille 374 km | 2. Lyon-Marseille 374 km |
| helyezés                 | versenyző                | idő                      | km/h                     |
| ------------------------ | ------------------------ | ------------------------ | ------------------------ |
| 1.                       | Hippolyte Aucoutier      | 14h 28' 53"              | 25,826                   |
| 2.                       | Leon Georget             | 00:00                    |                          |
| 3.                       | Eugène Brange            | + 00:26:06               |                          |

| 3. Marseille-Toulouse 423 km | 3. Marseille-Toulouse 423 km | 3. Marseille-Toulouse 423 km | 3. Marseille-Toulouse 423 km |
| helyezés                     | versenyző                    | idő                          | km/h                         |
| ---------------------------- | ---------------------------- | ---------------------------- | ---------------------------- |
| 1.                           | Hippolyte Aucoutier          | 17h 55' 04"                  | 23,607                       |
| 2.                           | Eugène Brange                | + 00:32:22                   |                              |
| 3.                           | Julien Lootens               | + 00:32:22                   |                              |

| 4. Toulouse-Bordeux 268 km | 4. Toulouse-Bordeux 268 km | 4. Toulouse-Bordeux 268 km | 4. Toulouse-Bordeux 268 km |
| helyezés                   | versenyző                  | idő                        | km/h                       |
| -------------------------- | -------------------------- | -------------------------- | -------------------------- |
| 1.                         | Charles Laeser             | 8h 46' 00"                 | 30,570                     |
| 2.                         | Léon Georget               | + 00:04:03                 |                            |
| 3.                         | Rodolfo Muller             | + 00:04:03                 |                            |

| 5. Bordeux-Nantes 425 km | 5. Bordeux-Nantes 425 km | 5. Bordeux-Nantes 425 km | 5. Bordeux-Nantes 425 km |
| helyezés                 | versenyző                | idő                      | km/h                     |
| ------------------------ | ------------------------ | ------------------------ | ------------------------ |
| 1.                       | Maurice Garin            | 16h 26' 31"              | 25,848                   |
| 2.                       | Georges Pasquie          | 00:00                    |                          |
| 3.                       | Lucien Pothier           | 00:00                    |                          |

| 6. Nantes-Párizs 471 km | 6. Nantes-Párizs 471 km | 6. Nantes-Párizs 471 km | 6. Nantes-Párizs 471 km |
| helyezés                | versenyző               | idő                     | km/h                    |
| ----------------------- | ----------------------- | ----------------------- | ----------------------- |
| 1.                      | Maurice Garin           | 18h 09' 00"             | 25,950                  |
| 2.                      | Fernand Augereau        | + 00:00:10              |                         |
| 3.                      | Julien Lootens          | + 00:00:10              |                         |

## Összetett eredmények

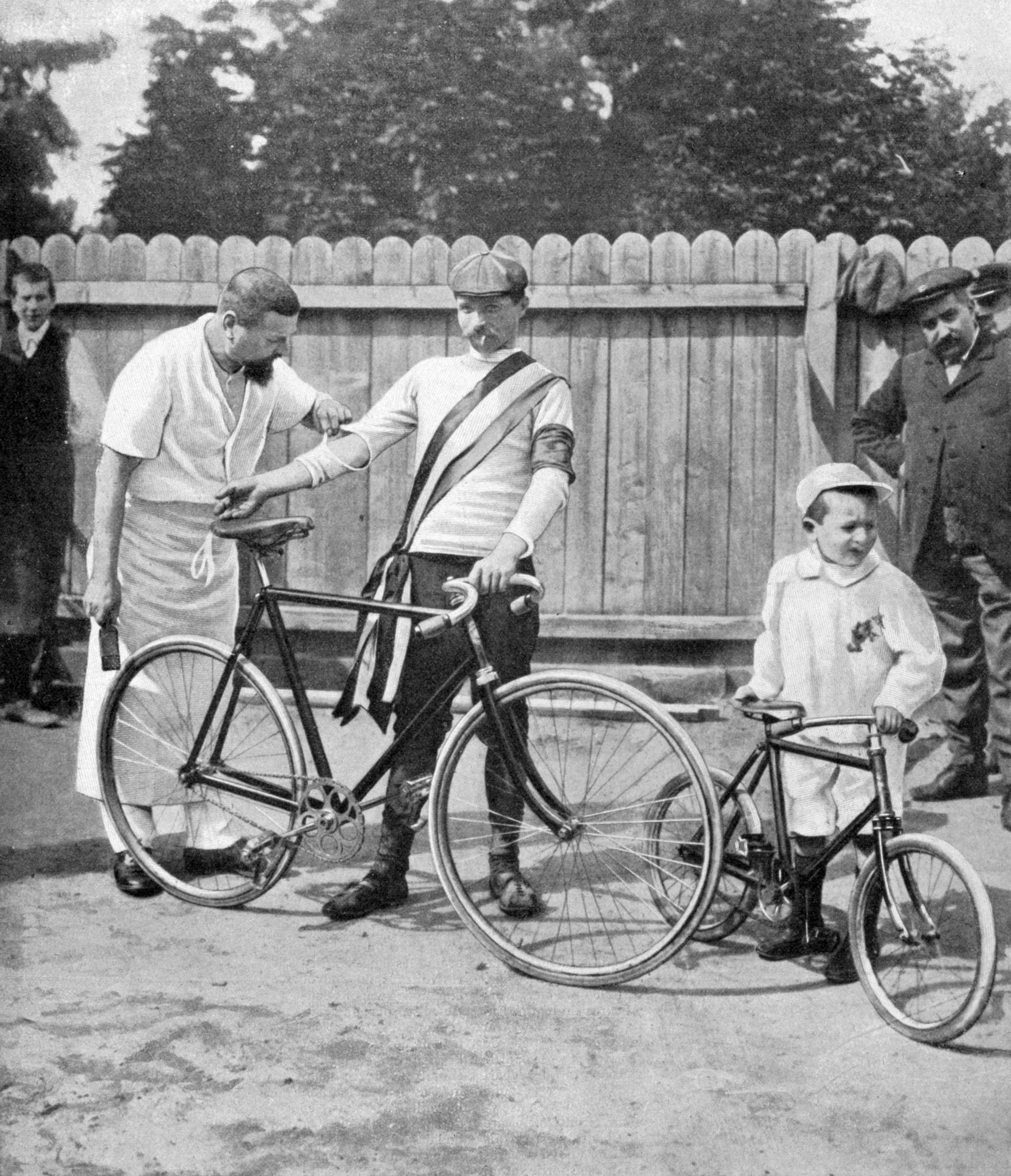
Maurice Garin az 1903-as Touron

| #   | Versenyző           | Szponzor     | Idő          |
| --- | ------------------- | ------------ | ------------ |
| 1.  | Maurice Garin       | La Française | 94h 33' 14"  |
| 2.  | Lucien Pothier      | La Française | +2h 49' 21"  |
| 3.  | Fernand Augereau    | La Française | +4h 29' 24"  |
| 4.  | Rodolfo Muller      | La Française | +4h 39' 30"  |
| 5.  | Jean Fischer        | La Française | +4h 58' 44"  |
| 6.  | Marcel Kerff        | -            | +5h 52' 24"  |
| 7.  | Julien Lootens      | Brennabor    | +9h 31' 08"  |
| 8.  | Georges Pasquier    | La Française | +10h 24' 04" |
| 9.  | François Beaugendre | -            | +10h 52' 14" |
| 10. | Aloïs Catteau       | La Française | +12h 44' 57" |
| 11. | Jean Dargassies     | Gladiator    | +13h 49' 10" |
| 12. | Ferdinand Payan     | Champeyrache | +19h 09' 02" |
| 13. | Julien Girbe        | JC Cycles    | +23h 16' 52" |
| 14. | Isidore Lechartier  | Gladiator    | +24h 05' 13" |
| 15. | Josef Fischer       | Diamant      | +25h 14' 26" |
| 16. | Alexandre Foureaux  | -            | +31h 30' 52" |
| 17. | René Salais         | -            | +32h 34' 43" |
| 18. | Emile Moulin        | -            | +49h 43' 14" |
| 19. | Georges Borot       | -            | +51h 37' 38" |
| 20. | Pierre Desvages     | -            | +62h 53' 54" |
| 21. | Arsène Millocheau   | -            | +64h 57' 08" |

## Hegyi befutó
| Szakasz | Hegy             | Magasság | Versenyző             | Ország  |
| ------- | ---------------- | -------- | --------------------- | ------- |
| 2       | Col la Républica | 1161     | Hippolyte Aucouturier | Francia |

## Fordítás
- Ez a szócikk részben vagy egészben  a(z)   1903 Tour de France című angol Wikipédia-szócikk fordításán alapul.  Az eredeti cikk szerkesztőit annak laptörténete sorolja fel. Ez a jelzés csupán a megfogalmazás eredetét és a szerzői jogokat jelzi, nem szolgál a cikkben szereplő információk forrásmegjelöléseként.